# سن گرتین، ولدوآز
شهر سن گرتین، ولدوآز  (به فرانسوی: Saint-Gratien, Val-d'Oise) در شهرستان ولدوآز در ناحیه ایل-دو-فرانس با جمعیت ۲۱٬۴۳۶ نفر در کشور فرانسه واقع شده‌است